# Junior Eurovision Song Contest 2009
Junior Eurovision Song Contest 2009 var den syvende udgave af Junior Eurovision Song Contest og blev afholdt den 21. november 2009 i Kyiv, Ukraine.
13 lande er blevet bekræftet af European Broadcasting Union til at konkurrere i konkurrencen.

## Sted
European Broadcasting Union inviterede tv-stationerne til at byde på rettighederne til at være vært for Junior Eurovision Song Contest 2009; tre bud blev modtaget fra Hviderusland, Serbien og Ukraine.
Ukraine fik rettighederne til 2009 konkurrencen og vil være vært for det i Kyiv.
Ukraine var også vært for Eurovision Song Contest 2005 på samme sted.

## Koncept & Logo
Konkurrencens logo er titlen "Tree of Life", som er baseret på illustrationen "Sunflower of life" af Maria Primachenko, en ukrainsk folkelige kunstmaler.

## Deltagere
| Nr. | Land         | Sprog                | Sanger              | Sang                                                          | Dansk oversættelse          | Plads | Points |
| --- | ------------ | -------------------- | ------------------- | ------------------------------------------------------------- | --------------------------- | ----- | ------ |
| 1   | Sverige      | Svensk               | Mimmi Sandén        | Du                                                            | Dig                         | 6     | 68     |
| 2   | Rusland      | Russisk              | Ekaterina Ryabova   | "Malenkiy prints" (Маленький принц)                           | Den lille prins             | 2     | 116    |
| 3   | Armenien     | Armensk              | Luara Hayrapetyan   | "Barcelona" (Բարցելոնա)                                       | -                           | 2     | 116    |
| 4   | Rumænien     | Rumænsk              | Ioana Anuţa         | Ai puterea în mâna ta                                         | Magten i dine hænder        | 13    | 19     |
| 5   | Serbien      | Serbisk              | Ništa lično         | Onaj pravi (Онаj прави)                                       | Den rigtige                 | 10    | 34     |
| 6   | Georgien     | Georgisk             | Princesses          | Lurji prinveli (ლურჯი ფრინველი)                               | Den blå fugl                | 6     | 68     |
| 7   | Holland      | Nederlandsk, Engelsk | Ralf Mackenbach     | "Click, Clack"                                                | -                           | 1     | 121    |
| 8   | Cypern       | Græsk                | Rafaella Costa      | "Thalassa, ilios, aeras, fotia"(Θάλασσα, ήλιος, αέρας, φωτιά) | Hav, sol, vind, ild         | 11    | 32     |
| 9   | Malta        | Engelsk              | Francesca & Mikaela | Double Trouble                                                | Dobbelt besvær              | 8     | 55     |
| 10  | Ukraine      | Ukrainsk             | Andranik Alexanyan  | "Tri topoli, tri surmy" (Три тополі, три сурми)               | Tre poppeler, tre trumpeter | 5     | 89     |
| 11  | Belgien      | Nederlandsk          | Laura Omloop        | Zo verliefd                                                   | Så forelsket                | 4     | 113    |
| 12  | Hviderusland | Russisk              | Yury Demidovich     | "Volshebniy krolik" (Волшебный кролик)                        | Den magiske kanin           | 9     | 48     |
| 13  | Makedonien   | Makedonsk            | Sara Markovska      | Za ljubovta (За љубовта)                                      | For kærlighed               | 12    | 31     |

- Hvert land får 12 point fra starten
- Aserbajdsjan viser konkurrencen [5]
- Bosnien og Hercegovina viser konkurrencen [6]